# Evince

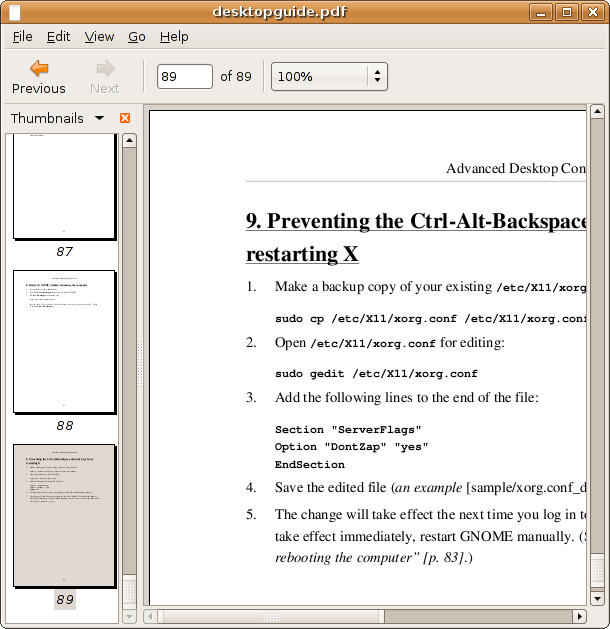
Evince chạy trên Ubuntu.

Evince là phần mềm xem file tự do chạy trên các hệ điều hành tựa-Unix và môi trường GNOME.
Evince hỗ trợ nhiều kiểu file như: DVI, PS/EPS, PDF, TIFF và djvu. Nó dựa trên các thư viện Pango để vẽ font chữ và Poppler (Evince phiên bản 2.28.1 dùng poppler 0.12.0). Ngoài ra, có một số công cụ hỗ trợ cho phép xuất sang file OpenOffice.org Impress và Comics.
Hiện nay Evince chưa hỗ trợ hiển thị các ghi chú kiểu sticky note được tạo ra bởi các chương trình khác, chẳng hạn, Adobe Acrobat Reader.